# Heinrich Johann de Bellegarde
Pour les articles homonymes, voir Bellegarde et maréchal de Bellegarde.
 (février 2020).
Si vous disposez d'ouvrages ou d'articles de référence ou si vous connaissez des sites web de qualité traitant du thème abordé ici, merci de compléter l'article en donnant les références utiles à sa vérifiabilité et en les liant à la section « Notes et références ».
Le comte Heinrich-Johann de Bellegarde, né, selon les auteurs, en 1745 ou 1757 à Dresde et mort le 22 juillet 1845, à Vienne, fut l'un des principaux généraux des armées autrichiennes pendant les guerres napoléoniennes. Il fut gouverneur de la Galicie et du Milanais.

## Biographie

### Début de carrière et guerres contre les Français
Heinrich-Johann de Bellegarde semble être né le 29 août 1757 à Dresde. D'après Rochus von Liliencron (1875), il s'agirait du 22 juillet 1746. La date de 1745 est cependant confirmée plus récemment par Oskar Regele (1955).
D'une famille noble de Savoie, il entra de bonne heure au service de l'Autriche. Il fit les campagnes de 1793 à 1795 avec une telle distinction qu’en 1796 on lui conféra le grade de feld-maréchal-lieutenant. Il servit sous l'archiduc Charles Louis d'Autriche dans la campagne d'Italie, signa en 1797 avec Napoléon Bonaparte les préliminaires de l'armistice de Leoben. En 1799, il fut investi du commandement d’un corps d'armée fort de 25 000 hommes chargé de maintenir les communications entre Souvarov et l'archiduc Charles. Il tint en échec le général Lecourbe le 20 mars au col de Finstermünz, mais reçut l'ordre de tenir le blocus de Tortona et fut finalement battu le 20 juin à San Giuliano par Moreau, et dut décrocher sur la Bormida.
Il s’illustra à la bataille de Novi puis, en tant que commandant en second du général von Melas (1800), commanda l’aile gauche de l’armée autrichienne. Il tint tête à Masséna aux abords de Santa Giustina, mais fut culbuté par Suchet au-delà du Var. Ainsi, malgré quelques beaux faits d'armes, il ne fut pas plus heureux que son prédécesseur : il se fit enlever Mantoue et Ferrare, et fut forcé de conclure l'armistice de Trévise (le 16 janvier 1801), qui fut bientôt suivi de la paix de Lunéville. À l’issue de la campagne d'Italie en 1800, il fut appelé à une des premières places du conseil aulique de guerre, qu'il présida en 1805 après le départ de l'archiduc Charles.

### Guerres napoléoniennes
Au mois de juillet de la même année, il fut nommé commandant général des États vénitiens et, en 1806, feld-maréchal et gouverneur civil et militaire de la Galicie, puis gouverneur de l'archiduc héritier du trône. Pendant la campagne de 1809 il commanda en Bohême le premier et le second corps, et se signala par sa bravoure aux batailles d'Aspern et de Wagram.
Lors de la paix de Vienne, il fut de nouveau nommé gouverneur de la Galicie, fonction qu'il remplit jusqu'en 1813, époque à laquelle il fut appelé encore une fois au conseil aulique de guerre. Peu de temps après, il fut envoyé à l'armée d'Italie où il conquit de nombreuses places fortes et villes, avant d'être toutefois arrêté lors de la bataille du Mincio le 8 février 1814 par Eugène de Beauharnais. À la suite d'une conjuration de la noblesse milanaise, il prit possession de Milan et reçut la capitulation d'Eugène le 23 avril. Nommé alors gouverneur général des provinces italiennes que le sort des armes avait fait rentrer sous la domination autrichienne, il gagna l'estime des populations par la douceur de son administration.
En 1815, il combattit Murat sur les rives du Pô, à Occhiobello et à Ferrare, et refusa l'armistice proposé par le chef d'état-major de l'armée napolitaine. Après la défaite de Murat, il continua d'administrer le Milanais avec la même sagesse. En tant que gouverneur, il créa la Biblioteca italiana pour réunir les plus grands esprits de Lombardie-Vénitie. En 1816, l'archiduc Antoine ayant été nommé vice-roi du royaume lombard-vénitien et le comte de Saurau gouverneur de la Lombardie, le maréchal Bellegarde vint pendant quelque temps habiter Paris. Rappelé plus tard à la présidence du conseil aulique de guerre, il continua à remplir ces fonctions jusqu'en 1825. C'est alors la faiblesse de sa vue qui l'obligea à donner sa démission.
L'historien David Hollins considère Bellegarde comme un « administrateur compétent » et un bon théoricien militaire, tout en critiquant son style de commandement « capable mais dépourvu d'imagination ».
Il meurt le 22 juillet 1845 à Vienne. Les informations à ce sujet sont discordantes : d'après Constantin von Wurzbach (1856), il faudrait retenir le 22 juillet 1845, mais dans l'édition suivante de 1957, un point d'interrogation est indiqué.